# 1108
Évszázadok: 11. század – 12. század – 13. század
Évtizedek: 1050-es évek – 1060-as évek – 1070-es évek – 1080-as évek – 1090-es évek – 1100-as évek – 1110-es évek – 1120-as évek – 1130-as évek – 1140-es évek – 1150-es évek
Évek: 1103 – 1104 – 1105 – 1106 –  1107 – 1108 – 1109 – 1110 – 1111 – 1112 – 1113

## Események
- Álmos herceg és bátyja Könyves Kálmán király kibékülnek, Álmos vezeklésképpen lázadásáért a Szentföldre zarándokol, de visszatérve újra fellázad.
- Álmos herceg V. Henrik német-római császárhoz megy, aki őt akarja felhasználni Magyarország meghódítására. Henrik ostrom alá veszi Pozsony várát.
- Könyves Kálmán, hogy a déli területeket biztosítsa, kiváltságokat ad a dalmáciai városoknak, majd visszaveri a császár támadását.
- A császárral szövetségben Szvatopluk cseh fejedelem is betör az országba.
- I. Alexiosz Komnénosz bizánci császár és I. Bohemund antiochiai fejedelem békét kötnek.